# Agustín Velázquez de Tineo
Agustín Velázquez de Tineo fue un religioso español que alcanzó las dignidades eclesiásticas de capellán de honor de Felipe IV de España y obispo de Popayán.

## Biografía
Nacido en la villa segoviana de Cuéllar, perteneció a una de las múltiples ramas de la Casa de Velázquez de Cuéllar. Debió cursar sus primeras letras en el Estudio de Gramática de su villa natal, y después pasó a una universidad, donde se doctoró en sagrada teología.
Ingresó como caballero-religioso en la Orden de Alcántara y llegó a ser capellán de honor de Felipe IV de España y prior de Magacela. Por los méritos obtenidos en sus cargos, el rey le propuso para el obispado de Popayán en 1653, que ocupó hasta 1659 en que falleció.